# تادله
تادله یکی از شهرهای کشور مراکش است.